# سینمای آزاد

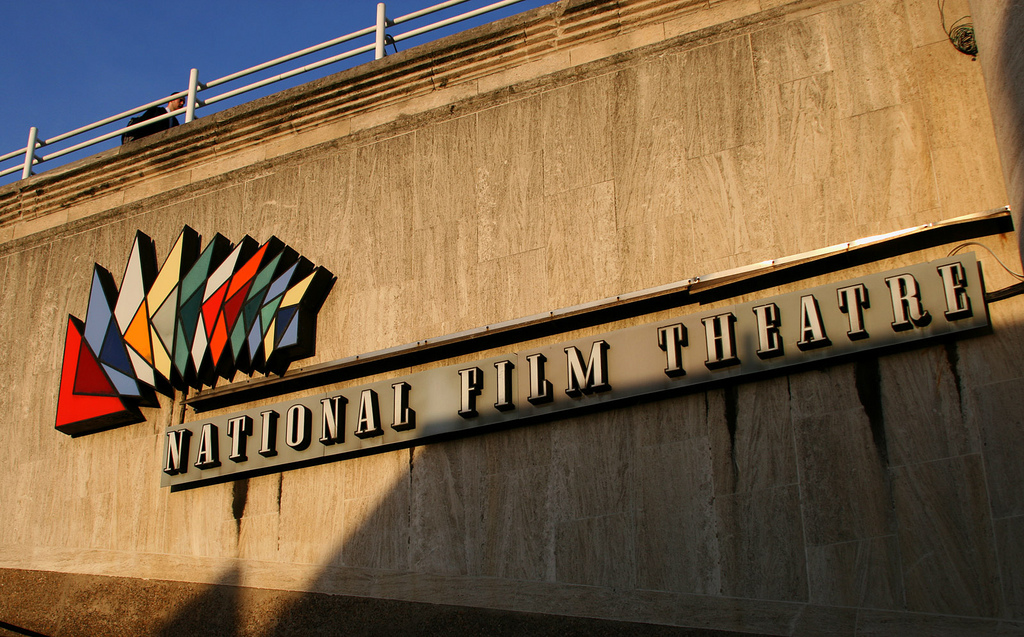
لگوی تئاتر ملی سابق در لندن

سینمای آزاد (انگلیسی: Free Cinema) یک جنبش فیلم مستند در انگلستان بود که در اواسط دهه ۱۹۵۰ شکل گرفت. عبارت آزاد به مفهوم نبود تبلیغات سیاسی و اهداف صرفاً تجاری در این آثار به‌کار برده می‌شد. لیندسی اندرسن، کارل رایز، تونی ریچاردسون و لورنزا مازتی از بنیان‌گذاران این جنبش بودند. هرچند بعدها لیندسی اندرسن از به‌کار بردن کلمه جنبش برای این حرکت خودداری کرد. این حرکت در سال ۱۹۵۶ با اکران سه فیلم کوتاه در تئاتر فیلم نشنال لندن آغاز شد. این برنامه به‌قدری موفقیت‌آمیز بود که پیش از تصمیم بنیان‌گذاران برای پایان مجموعه، پنج برنامهٔ دیگر زیر پرچم سینمای آزاد تولید شدند. آخرین رویداد مربوط به این واقعه در سال ۱۹۵۹ اتفاق افتاد.
اندرسون و رایز در سال‌های 1954 و 1955 با سازماندهی جنبش سینمای آزاد، به باورهای خود عمل کردند، جنبشی که مانند نئورئالیسم ایتالیایی، همانطور که در یک مانیفست آمده بود، "اهمیت فرد و... اهمیت زندگی روزمره" را تجلیل می‌کرد. مشابه موج نوی فرانسه، جنبش سینمای آزاد به این باور اختصاص داشت که فیلم باید رسانه‌ای برای بیان شخصی فیلمساز باشد، که باید از نظر اجتماعی متعهد به روشن کردن مشکلات زندگی معاصر باشد.

## میراث
سینمای آزاد تأثیر بسیاری بر موج نوی سینمای انگلستان در اواخر دهه ۱۹۵۰ و اوایل دهه ۱۹۶۰ داشت. تمامی بنیان‌گذاران این سبک به جز مازتی، اقدام به ساخت فیلم‌هایی در راستای جنبش موج نوی سینمای انگلستان کردند. ریچاردسون فیلم‌های با خشم به عقب نگاه کن (۱۹۵۸)، یک نوک زبان عسل (۱۹۶۱) و تنهایی دونده دوی استقامت (۱۹۶۲) را کارگردانی کرد. رایز نیز در همین راستا فیلم شنبه‌شب و صبح یکشنبه (۱۹۶۰) و اندرسون فیلم‌های این زندگی ورزشی (۱۹۶۳) و اگر.... (۱۹۶۹) را ساختند.